# 257 Reasons to Live
257 Reasons to Live (russisch 257 причин, чтобы жить) ist eine russische Dramedy-Serie, die von Yellow, Black and White, SUPER Production und START Studio produziert wurde. Die Premiere der Serie erfolgte am 26. März 2020 auf dem russischen Streamingdienst START. Im russischen Fernsehen wurde die Serie erstmals am 8. Juni 2020 auf dem Sender ТНТ ausgestrahlt.
Im deutschsprachigen Raum fand die Premiere der Serie am 21. Oktober 2021 auf dem Pay-TV-Sender Sony Channel statt.

## Handlung
Das Leben stellte die gerate erst dreißigjährige Zhenja bereits vor schwer überwindbare Herausforderungen, als bei ihr vor wenigen Jahren Krebs diagnostiziert wurde. Doch nach drei Jahren des Kampfes gegen die tückische und eigentlich tödliche Krankheit passiert das Undenkbare: Denn ihre Ärztin teilt Zhenja lächelnd mit, dass sich ihr Krebs in Remission befindet! Doch was eigentlich der schönste Tag in ihrem Leben sein sollte, endet kurze Zeit später für Zhenja in einem riesigen Debakel. Als Zhenja im Auto ihres Freundes Dmitri sitzt und ihm im vollen Gefühlsrausch vorschlägt zu heiraten, antwortet dieser: „Ich denke, wir sollten uns trennen!“. Der Grund dafür, er hat eine Affäre mit Alisa, der Ärztin von Zhenja. Und nicht nur das, als sie darum bittet, wieder an ihre ehemalige Arbeitsstelle zurückzukehren zu dürfen, erklärt ihr der Chef ganz lapidar, dass die Belegschaft bereits für ihre Beerdigung gesammelt habe, und eine Wiedereinstellung nur Verwirrung stiften würde. Auch ihre eigene Schwester Sonja, die eine selbstverliebte Insta-Queen ist, und ihr Geld als Influencerin verdient, sorgt sich mehr darum, dass ihr die Einnahmen aus einem Spendenaufruf zur Krebsbehandlung von Zhenja wegbrechen. Nicht nur, dass Sonja das Geld aus dem digitalen Spendenaufruf einbehalten möchte, nein, sie macht selbstverständlich auch Zhenja für den bevorstehenden Verlust verantwortlich.
Es scheint wie verhext zu sein: Als Zhenja krank war, waren alle um sie herum besorgt, nun scheint sie nur noch Ballast zu sein. Ein anderer Mensch könnte in einer solchen Situation  leicht innerlich zerbrechen, doch Zhenja lässt sich davon nicht beirren! Ihre stärkste Waffe: Ein verloren geglaubtes Notizbuch, welches Zhenja begonnen hat zu befüllen, als sie ihre Krebsdiagnose bekam. In diesem Notizbuch sind exakt 257 Wünsche unterschiedlichster Art niedergeschrieben, die sich Zhenja noch erfüllen möchte, bevor sie stirbt. Ihr Plan: Die List nach und nach abarbeiten, um sich alle Wünsche zu erfüllen! Mit erhobenem Haupt beschreitet Zhenja dieses ungewisse Abenteuer und ist fest entschlossen, den Kopf oben zu behalten. Während ihrer Reise wird sie versehentlich von Konstantin über den Haufen gefahren, der aber ab dem Zeitpunkt nicht mehr von ihrer Seite weicht. Der mürrische Konstantin, findet Zhenja, die das komplette Gegenteil von ihm ist, einerseits faszinierend, andererseits auch vorkommend albern und schräg. Insbesondere das Abarbeiten dieser sonderbaren Liste bereitet ihm Kopfzerbrechen und Stirnrunzeln. Doch irgendwie scheinen beide füreinander bestimmt zu sein. Und lautet nicht der 257. Wunsch auf der Liste von Zhenja: „Finde deine wahre Liebe“?

## Produktion
Die Dreharbeiten für die Pilotfolge fanden im Sommer 2018 statt. Die erste Staffel wurde von Juli 2019 bis Oktober 2019 in Moskau und Umgebung gedreht. In einer früheren Fassung des Drehbuches trug die Hauptfigur den Nachnamen
Kowrow, der jedoch später in Korotkowa abgeändert wurde. Für die Dreharbeiten trennte sich Hauptdarstellerin Polina Maximowa für mehrere Monate von ihren Haaren. Die Dreharbeiten zur zweiten Staffel fanden von Juli 2020 bis September 2020 statt.

## Besetzung und Synchronisation
Die deutschsprachige Synchronisation entstand nach den Dialogbüchern von Thomas Maria Lehmann sowie der Dialogregie von Daniel Montoya und Guido Kellershof durch die Synchronfirma Level 45 in Berlin. Die Rohübersetzung aus dem Russischen erfolgte durch Sebastian Anton.
| Figur                       | Darsteller             | Deutscher Sprecher |
| --------------------------- | ---------------------- | ------------------ |
| Evgenja „Zhenja“ Korotkowa  | Polina Maximowa        | Maximiliane Häcke  |
| Konstantin „Kostja“ Nedelin | Jegor Koreschkow       | Alexander Doering  |
| Sonja                       | Darja Rudenok          | Lea Kalbhenn       |
| Anna „Anja“ Lebedewa        | Julija Topolnitskaja   | Alice Bauer        |
| Irina „Ira“                 | Anastassija Popowa     | Anne Düe           |
| Nikolaj „Kolja“ Muratow     | Alexei Solotowizki     | Tino Mewes         |
| Igor                        | Roman Majakin          | Daniel Welbat      |
| Ruslan „Rus“                | Michail Grischtschenko | Julius Jellinek    |
| Oleg                        | Maxim Lagaschkin       | Steven Merting     |
| Daniela „Danja“             | Asja Gromowa           | Laura Elßel        |
| Viktoria „Vika“             | Marija Fomina          | Marieke Oeffinger  |
| Alexander Schukow           | Andrei Fedorzow        |                    |
| Maxim „Max“                 | Alexander Sokolowski   |                    |

| Figur            | Darsteller           | Deutscher Sprecher |
| ---------------- | -------------------- | ------------------ |
| Dmitri „Mitja“   | Sergei Godin         | Roman Wolko        |
| Alisa Stoljarowa | Anna Newskaja        | Sonja Spuhl        |
| Artjom           | Kirill Nagijew       | Arne Stephan       |
| Nikita           | Witali Schtscherbina | David Kunze        |
| Alejandro        | Milutin Milošević    | Manolo Palma       |
| Polina           | Schenja Jewstigneewa |                    |
| Ljuba            | Anna Glaube          |                    |
| Sergei           | Alexander Oblasow    |                    |
| Xenija Sobtschak | Xenija Sobtschak     |                    |
| Olja             | Jelena Welikanowa    |                    |

| Figur        | Darsteller     | Deutscher Sprecher |
| ------------ | -------------- | ------------------ |
| Barista      | Ilja Lutsak    | Max Felder         |
| Traumatologe | Artjom Fedotow | Tobias Nath        |

## Episodenliste

### Staffel 1
| Nr. (ges.) | Nr. (St.) | Deutscher Titel                  | Originaltitel | Erstveröffentlichung (Russland) | Deutschsprachige Erstausstrahlung (D/A/CH) | Regie             |
| ---------- | --------- | -------------------------------- | ------------- | ------------------------------- | ------------------------------------------ | ----------------- |
| 1          | 1         | So sehen Sieger aus              | 1 серия       | 26. März 2020                   | 21. Okt. 2021                              | Maxim Sweschnikow |
| 2          | 2         | Vom Suchen und Finden            | 2 серия       | 26. März 2020                   | 21. Okt. 2021                              | Maxim Sweschnikow |
| 3          | 3         | Der zweite Geburtstag            | 3 серия       | 2. Apr. 2020                    | 21. Okt. 2021                              | Maxim Sweschnikow |
| 4          | 4         | Bali                             | 4 серия       | 9. Apr. 2020                    | 28. Okt. 2021                              | Maxim Sweschnikow |
| 5          | 5         | Jane                             | 5 серия       | 16. Apr. 2020                   | 28. Okt. 2021                              | Maxim Sweschnikow |
| 6          | 6         | Gorki-Park                       | 6 серия       | 23. Apr. 2020                   | 4. Nov. 2021                               | Maxim Sweschnikow |
| 7          | 7         | Es kommt heraus                  | 7 серия       | 30. Apr. 2020                   | 4. Nov. 2021                               | Maxim Sweschnikow |
| 8          | 8         | Ein Fall von Russenfeindlichkeit | 8 серия       | 7. Mai 2020                     | 11. Nov. 2021                              | Maxim Sweschnikow |
| 9          | 9         | Ein furchtbarer Tag              | 9 серия       | 14. Mai 2020                    | 11. Nov. 2021                              | Maxim Sweschnikow |
| 10         | 10        | Gute Freunde                     | 10 серия      | 21. Mai 2020                    | 18. Nov. 2021                              | Maxim Sweschnikow |
| 11         | 11        | Moment der Wahrheit              | 11 серия      | 28. Mai 2020                    | 18. Nov. 2021                              | Maxim Sweschnikow |
| 12         | 12        | Sonja Superstar                  | 12 серия      | 4. Juni 2020                    | 25. Nov. 2021                              | Maxim Sweschnikow |
| 13         | 13        | Nach Bali – oder nicht           | 13 серия      | 11. Juni 2020                   | 25. Nov. 2021                              | Maxim Sweschnikow |

### Staffel 2
| Nr. (ges.) | Nr. (St.) | Deutscher Titel               | Originaltitel | Erstveröffentlichung (Russland) | Deutschsprachige Erstausstrahlung (D/A/CH) | Regie             |
| ---------- | --------- | ----------------------------- | ------------- | ------------------------------- | ------------------------------------------ | ----------------- |
| 14         | 1         | Der verlorene Vater           | 1 серия       | 4. Nov. 2020                    | 20. Okt. 2022                              | Maxim Sweschnikow |
| 15         | 2         | Folge 15                      | 2 серия       | 4. Nov. 2020                    | 20. Okt. 2022                              | Maxim Sweschnikow |
| 16         | 3         | Rausgeworfen                  | 3 серия       | 12. Nov. 2020                   | 20. Okt. 2022                              | Maxim Sweschnikow |
| 17         | 4         | Ex-Freunde und Ex-Freundinnen | 4 серия       | 19. Nov. 2020                   | 27. Okt. 2022                              | Maxim Sweschnikow |
| 18         | 5         | Drastische Maßnahmen          | 5 серия       | 26. Nov. 2020                   | 27. Okt. 2022                              | Maxim Sweschnikow |
| 19         | 6         | Unter Vorbehalt               | 6 серия       | 3. Dez. 2020                    | 3. Nov. 2022                               | Maxim Sweschnikow |
| 20         | 7         | Der Ehevertrag                | 7 серия       | 10. Dez. 2020                   | 3. Nov. 2022                               | Maxim Sweschnikow |
| 21         | 8         | Die Diagnose                  | 8 серия       | 17. Dez. 2020                   | 10. Nov. 2022                              | Maxim Sweschnikow |
| 22         | 9         | Eifersucht                    | 9 серия       | 24. Dez. 2020                   | 10. Nov. 2022                              | Maxim Sweschnikow |
| 23         | 10        | Kleine Kinder, große Kinder   | 10 серия      | 31. Dez. 2020                   | 17. Nov. 2022                              | Maxim Sweschnikow |
| 24         | 11        | Dampf ablassen                | 11 серия      | 7. Jan. 2021                    | 17. Nov. 2022                              | Maxim Sweschnikow |
| 25         | 12        | Alles für die Liebe           | 12 серия      | 14. Jan. 2021                   | 24. Nov. 2022                              | Maxim Sweschnikow |
| 26         | 13        | Der schönste Tag im Leben     | 13 серия      | 21. Jan. 2021                   | 26. Nov. 2022                              | Maxim Sweschnikow |